# Karl Prachar
Karl Prachar (Viena, 29 de outubro de 1925 – Viena, 27 de novembro de 1994) foi um matemático austríaco. Trabalhou na área da teoria analítica dos números, sendo conhecido por seu livro sobre números primos.
Prachar estudou matemática na Universidade de Viena, onde obteve um doutorado em 1947, orientado por Edmund Hlawka, com a tese Über die quadratische Abweichung ganzzahliger Polynome von der Null, que tratou de um trabalho de David Hilbert de 1894. Primeiramente trabalhou com geometria dos números, área que iniciou em Viena com trabalhos de Philipp Furtwängler e não menos que pelo seu professor Edmund Hlawka, desfrutando de grande tradição. Também trabalhou com a teoria de séries infinitas, por exemplo em sua habilitação de 1950 Über bedingt konvergente Vektorreihen im Banachschen Raum, e com equações diferenciais. Foi assistente de Hlawka na Universidade de Viena.
A partir de 1951 trabalhou quase exclusivamente na área da teoria analítica dos números, motivado pelos trabalhos de Atle Selberg e Ivan Vinogradov. Em 1957 publicou sua obra máxima, Primzahlverteilung.
Desde 1960 foi professor ordinário de matemática da Universität für Bodenkultur em Viena.
Suicidou-se em Viena em 1994. Está sepultado em Viena no Ottakringer Friedhof (Gallitzinstraße 5, Gruppe 22, Grab Nummer 1A).